# Острожани
Острожа́ни — село в Україні, у Жашківській міській громаді Уманського району Черкаської області. Розташоване на обох берегах річки Гірський Тікич (притока Тікичу) за 25 км на південь від міста Жашків. Населення становить 929 осіб (станом на 2009 р.).

## Історія
Село виникло у  17 столітті. Назва його походить від слів «Острови» і «Сторожа». На островах були розташовані козацькі сторожові пости для охорони від нападу турецьких загарбників. 
До Жовтневого перевороту 1917 року село Острожани Таращанського повіту Київської губернії належало пану Ернесту Антоновичу Рогозінському. Управителем села Острожани був Підгурський. У селі було 170 хат і близько 900 жителів. 

### Довоєнний період
Першим головою ради в селі був І. О. Сиротюк. У роки примусової колективізації в Острожанах були створені радгосп, рибгосп і колгосп імені Ворошилова. Радгосп проіснував до радянсько-німецької війни, а рибгосп — до з'єднання з колгоспом «Україна» (ім. Ворошилова перейменували в «Україна») у 1960 році.
Село постраждало внаслідок геноциду українського народу, проведеного окупаційним урядом СССР 1932-1933 та 1946-1947 роках.
Голод 1933 року забрав майже кожного восьмого жителя села. Були випадки людоїдства.
За непослух чи за наклепом було розкуркулено сім'ю Ф. Д. Федорчука, яка складалася з 9 осіб, репресовано 8 осіб у 1938—1939 роках.

### Радянсько-німецька війна
120 жителів села брали участь у радянсько-німецькій війні, 40 з них нагороджені орденами й медалями, 56 загинули.  Радянським і чехословацьким воїнам, які полягли під час відвоювання села у гітлерівських окупантів, 1959 року встановлено пам'ятник, а односельцям, що загинули у війні — обеліск Слави. Тут у братській могилі захоронено 323 радянських і 23 чехословацьких воїни. Село Острожани було відвойоване у нацистів 5 березня 1944 року.

### Післявоєнні роки
Головою колгоспу і сільської ради був залишений Ф. А. Калюжний. У травні 1944 року головою сільської ради було призначено Н. В. Рибаченка, а в липні того ж року — Ф. С. Мельника (після важкого поранення), жителя села Королівка. У липні 1945 року посаду голови сільської ради обійняв Стецюк, а потім — М. Г. Ткачук.
Головами колгоспу ім. Ворошилова були Іващенко, Воронецький (з 1952 по 1956 рік); Дишлевий (з 1956 по 1958 рік); Поліщук (з 1958 по 1960 рік).  Колгосп ім. Ворошилова був перейменований в роки хрущовської "відлиги" в колгосп «Україна».
У 1960 році рішенням Черкаського облвиконкому і Жашківського райвиконкому утворено одне господарство — радгосп «Острожани» (з приєднанням колгоспу «Україна» і рибгоспу «Гірський Тікич»).
У 1965 році радгосп «Острожани» переорганізовано в птахофабрику «Острожани», за якою було закріплено 1 281 га сільськогосподарських угідь у тому числі 1 142 га орної землі. Птахофабрика спеціалізувалася на вирощуванні качок. Директорами працювали І. С. Бобилєв (1960 — 1962 роки), Й. Є. Лозовий (1962 — 1964 роки), А. О. Омельчук (1964 — 1987 роки), Ю. А. Гвоздецький (1987 — 1994 роки), С. А. Тарасенко (з 1994 рік). Сьогодні фабрика не працює.
Станом на 1972 рік у селі працювали восьмирічна школа, клуб, бібліотека з фондом 7 тисяч книг, фельдшерсько-акушерський пункт з пологовим відділенням, а також відділення зв'язу, магазин, їдальня, перукарня. 
Після 2010 року було закрито створені раніше підприємство з розведення індиків «Авангард» та підприємство з вирощування грибів «Пан Шампіньйон».

## Сучасність
Землі жителів села, резервного фонду орендує ПП «Агропродукти Вільд України»,
30 паїв — ПП «Канюківське»; 25 власників земельних паїв працюють одноосібно. 
На території села є загальноосвітня школа I—III ступенів, фельдшерсько-акушерський пункт, відділення зв'язку та ощадкаса, будинок культури, три магазини, кафе, заготпункт. Кількість дворів — 378.

## Галерея

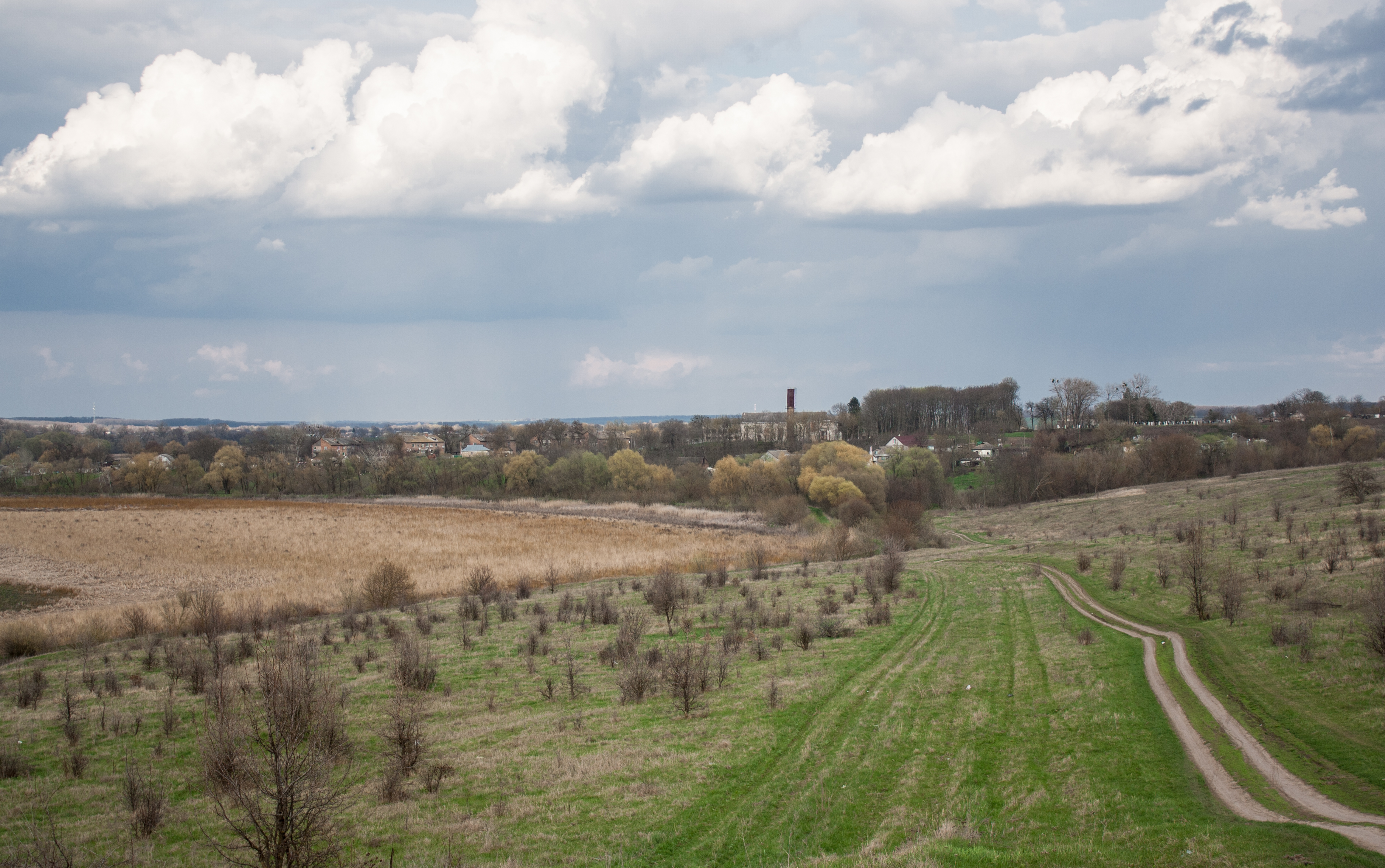
Вид на село зі сторони Зюбрихи
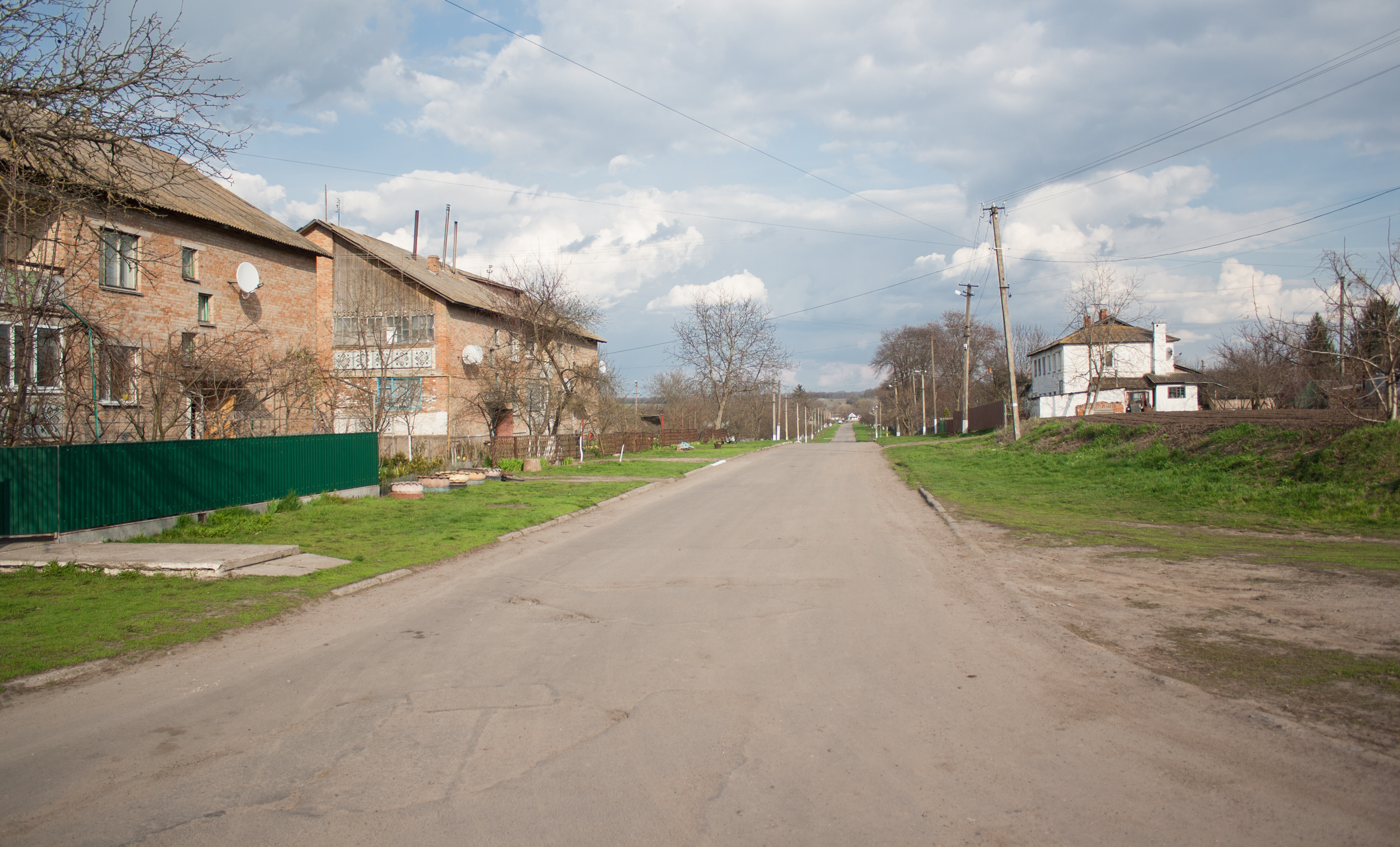
Вулиця Центральна
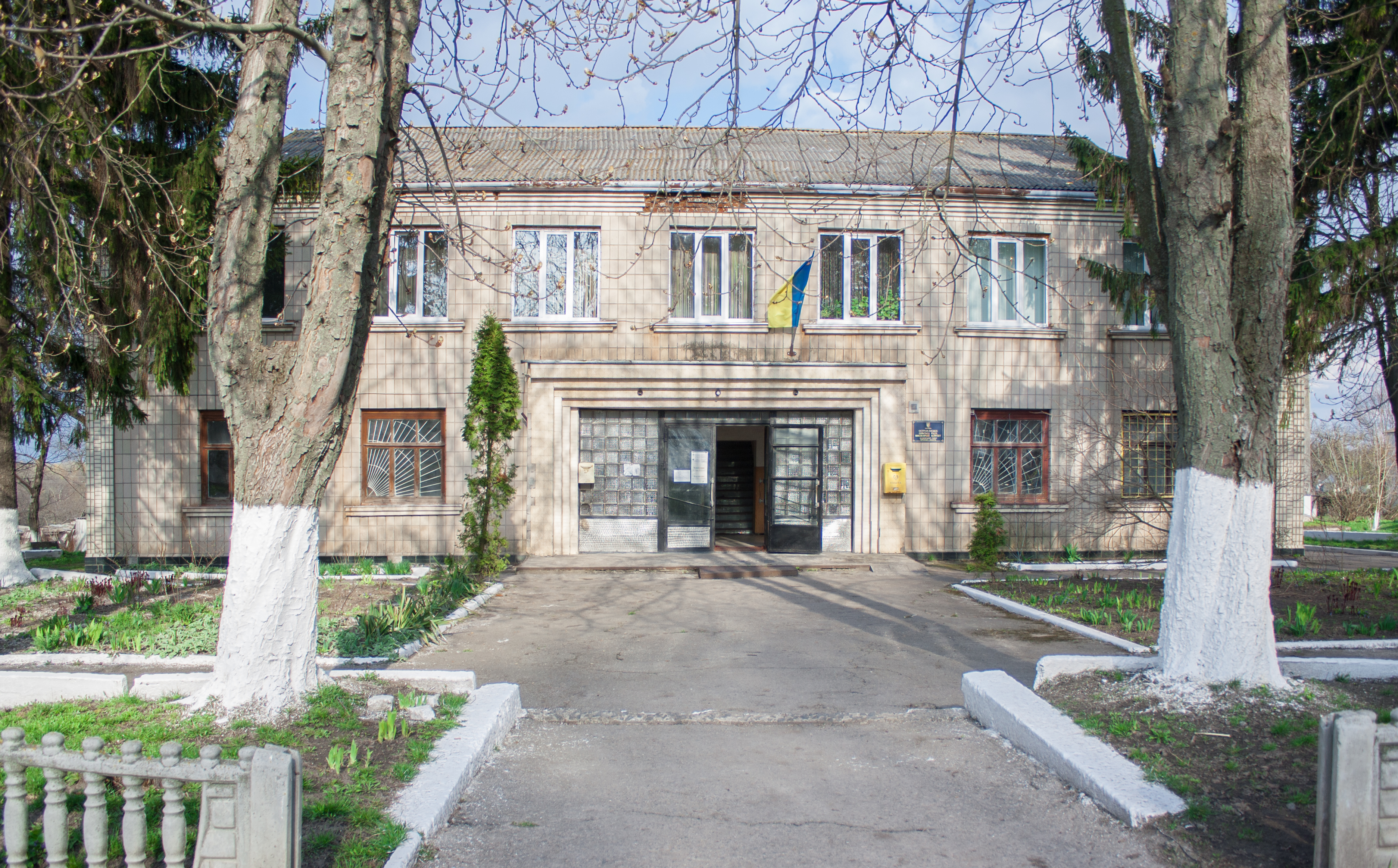
Сільська рада
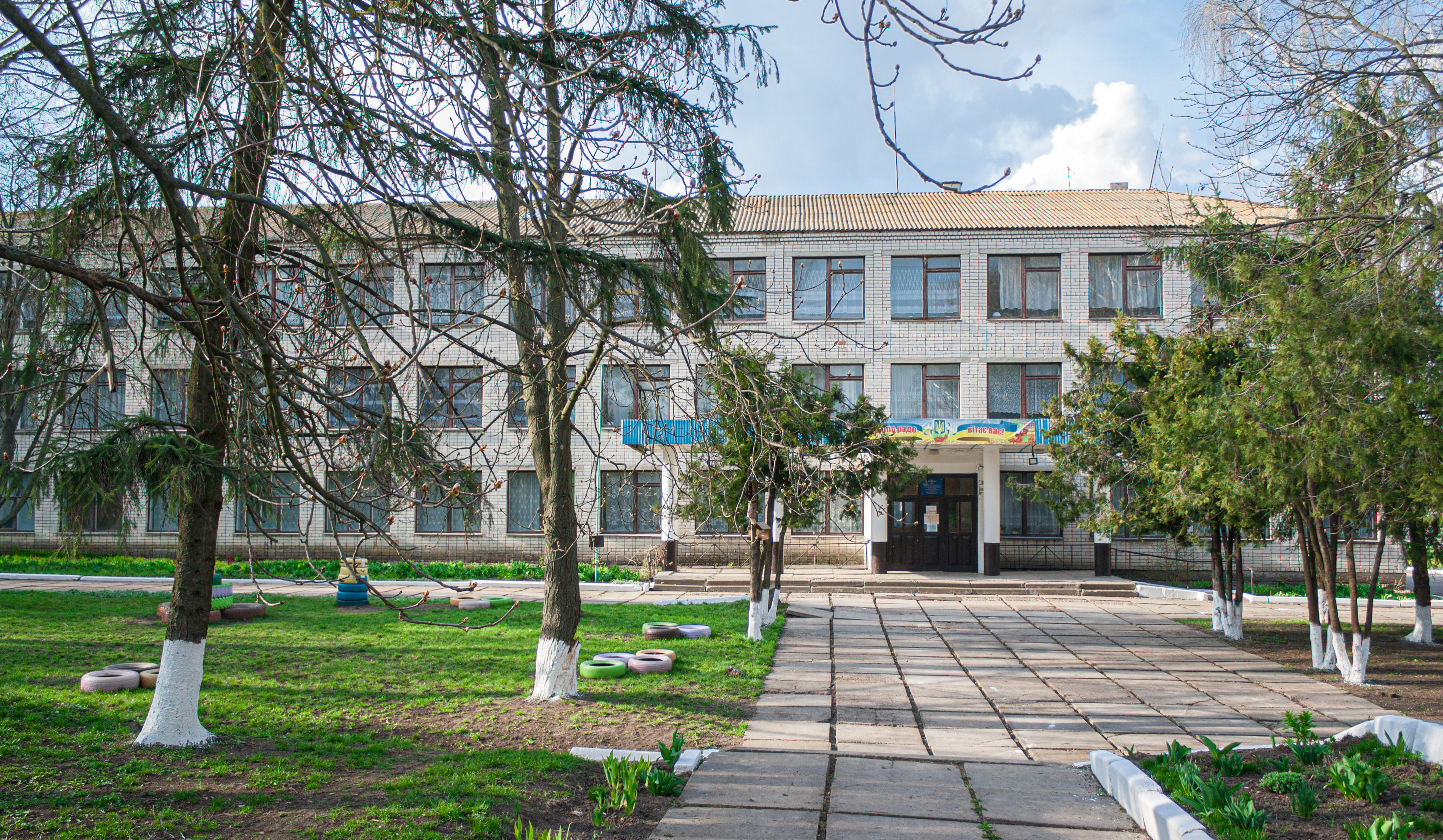
Школа
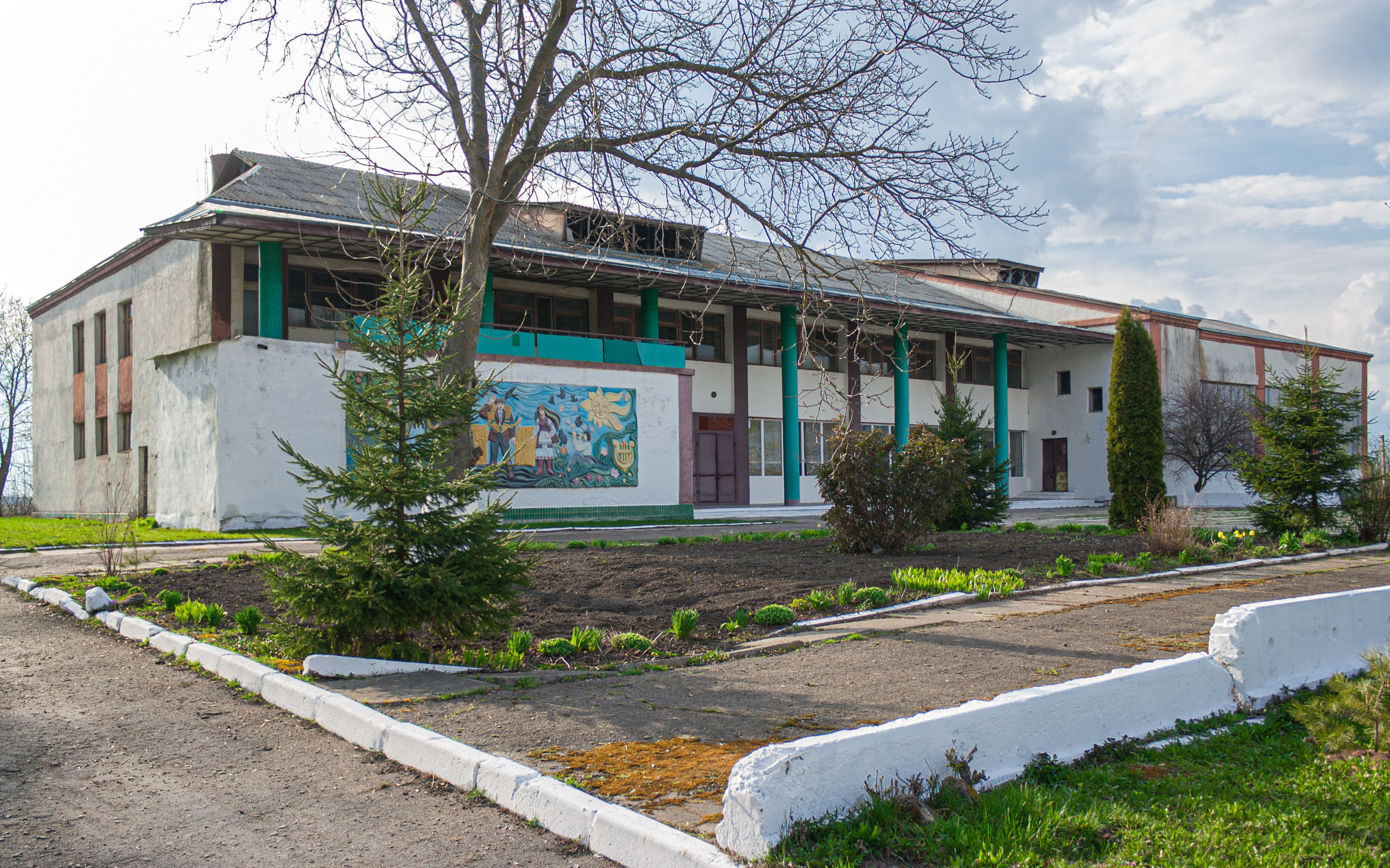
Будинок культури
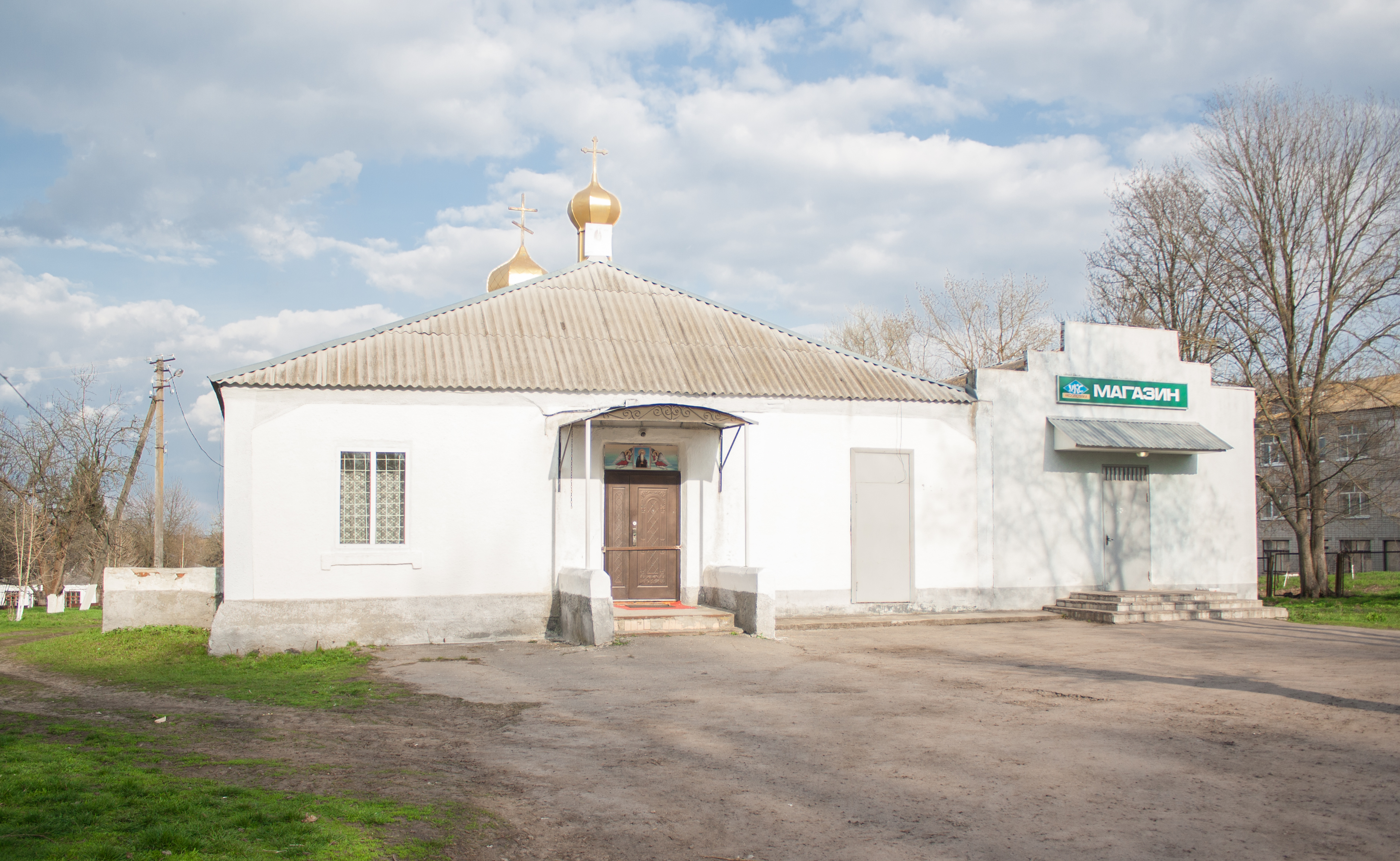
Церква і магазин
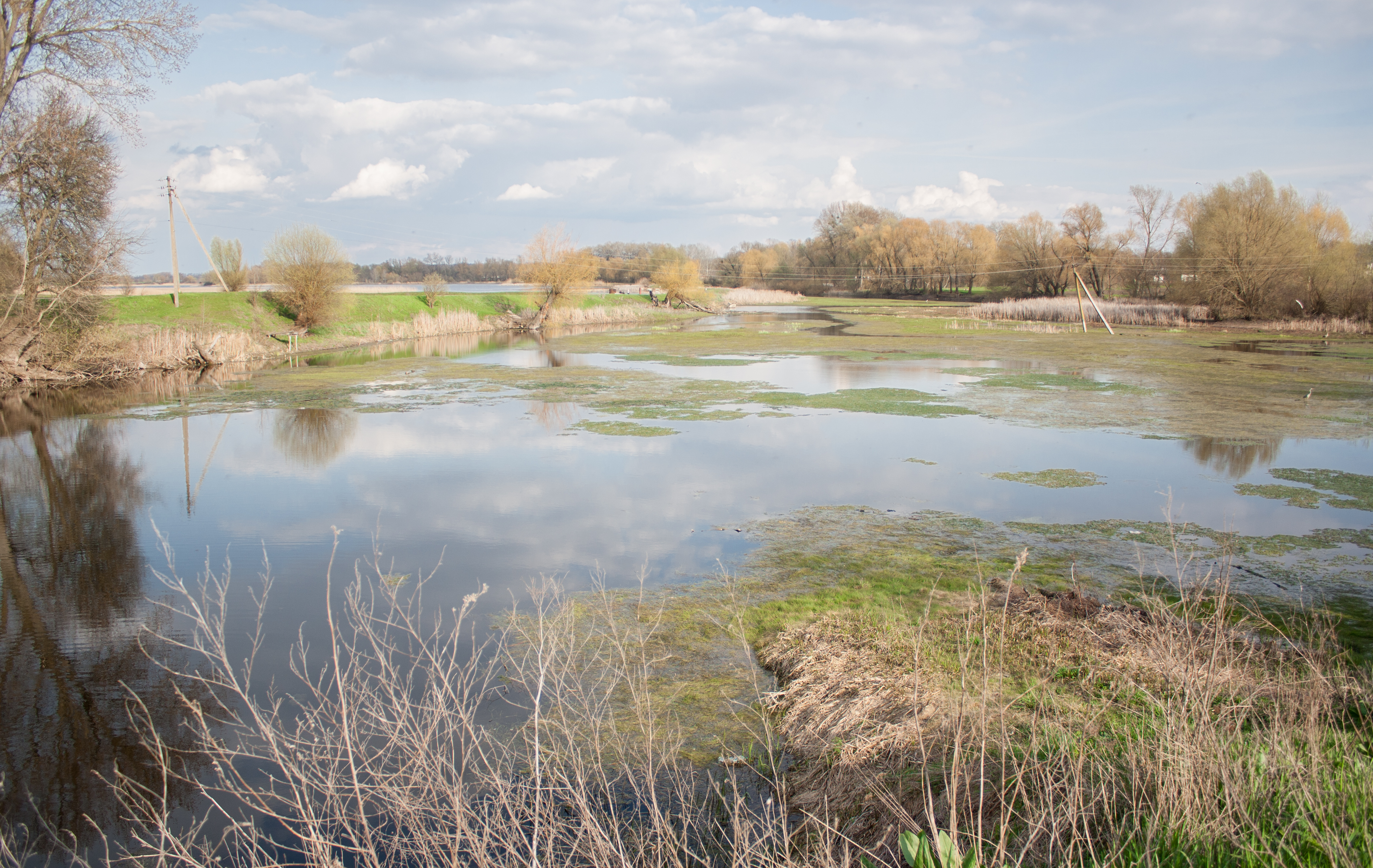
Річка Гірський Тікич
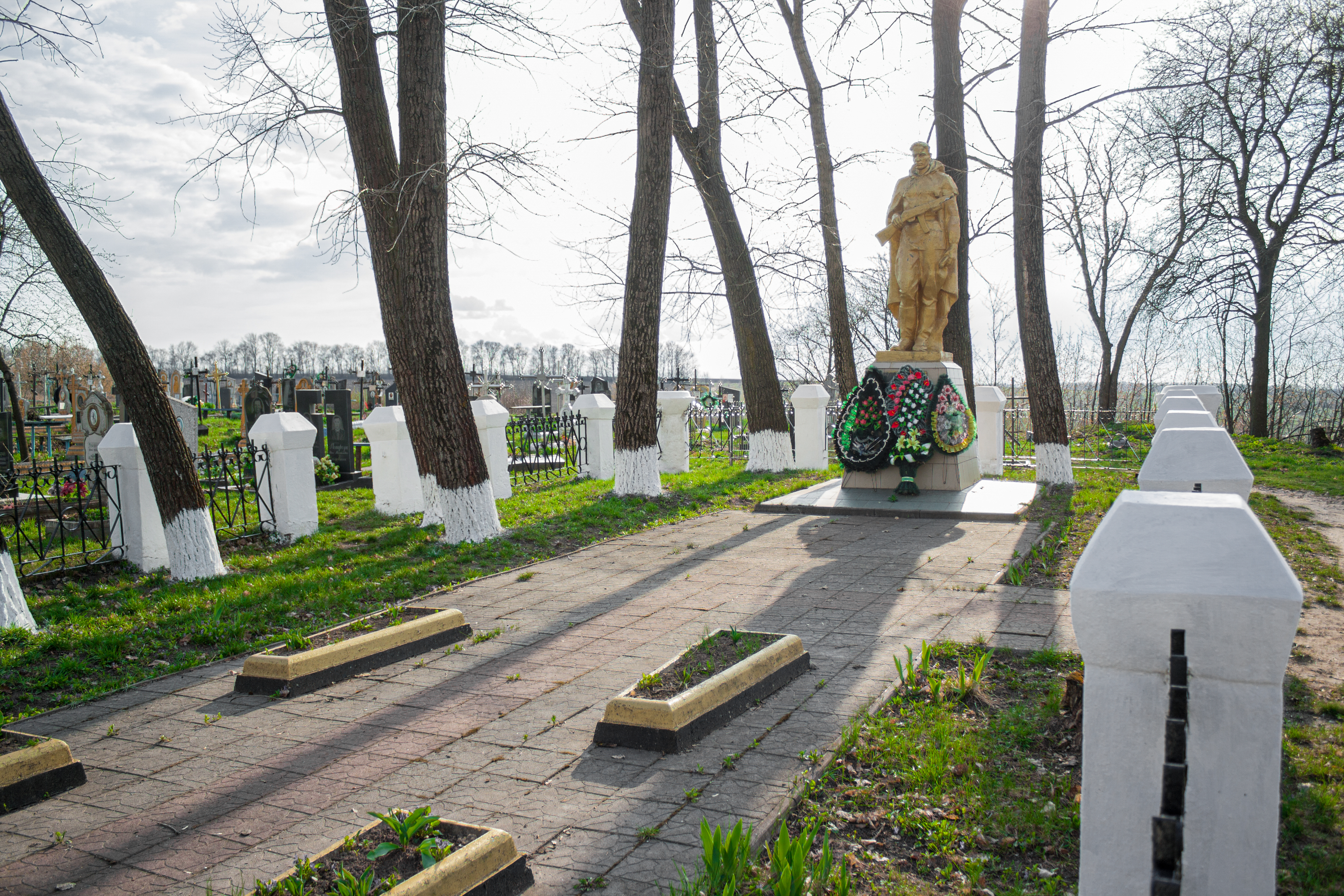
Братські могили радянських і чехословацьких воїнів